# Panenka muškátová
Panenka muškátová (Lonchura punctulata) je drobný, pestře zbarvený pták z čeledi astrildovitých, z rodu Lonchura, který je často chován jako okrasný, vidět jej můžeme i ve voliérách českých chovatelů. Ve volné přírodě jej najdeme především v jihovýchodní Asii, kde vyhledává spíše vlhká místa v blízkosti lidí či polí. Živí se semeny travin nebo bobulemi. IUCN označuje panenku muškátovou jako málo dotčený, tedy nechráněný druh.

## Taxonomie
Panenku muškátovou poprvé popsal Carl Linnaeus v roce 1758 ve svém 10. vydání knihy Systema Naturae. Tehdy bychom ji našli pod binomickým jménem Loxia punctulata. Uznáváno je celkem 12 poddruhů, i když některé zdroje uvádějí jen 11. Jednotlivé poddruhy se liší ve výskytu i intenzitě zbarvení. Jsou to tyto:
- Lonchura punctulata baweana
- Lonchura punctulata blasii
- Lonchura punctulata cabanisi
- Lonchura punctulata fretensis
- Lonchura punctulata holmesi
- Lonchura punctulata nisoria
- Lonchura punctulata particeps
- Lonchura punctulata punctulata
- Lonchura punctulata subundulata
- Lonchura punctulata sumbae
- Lonchura punctulata topela
- Lonchura punctulata yunnanensis

## Výskyt a prostředí

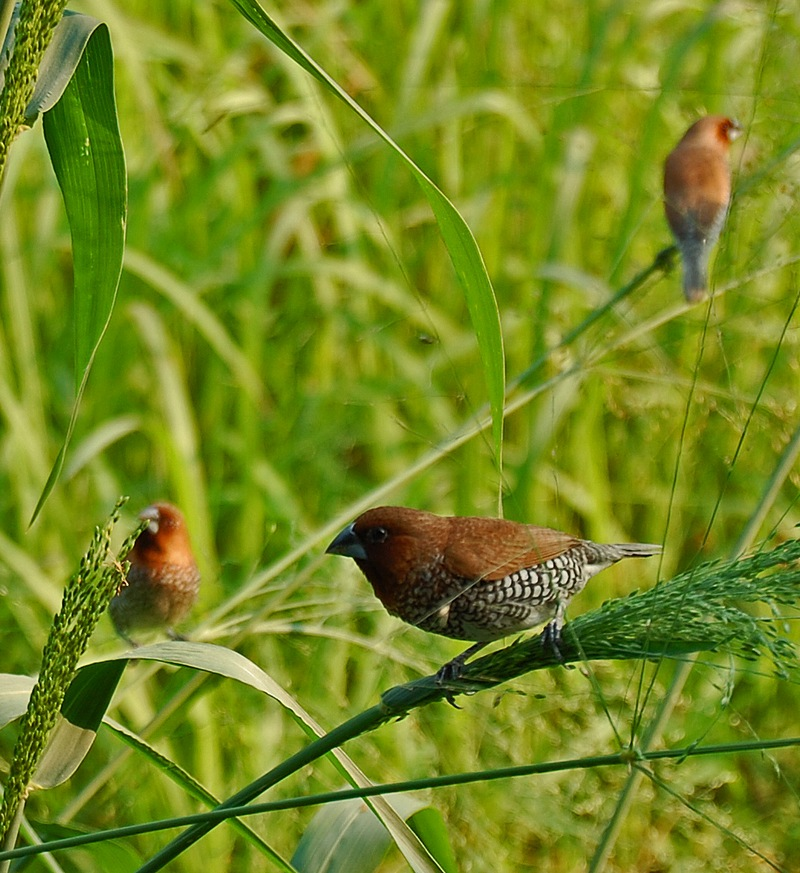

L. p. punctulata (Linnaeus, 1758) se vyskytuje v oblasti od severního Pákistánu, po Indii až k Nepálu a Srí Lance.
L. p. subundulata (Godwin-Austen, 1874) se vyskytuje v Bhútánu, Bangladéši, severovýchodní Indie a západním Myanmaru.
Naopak L. p. yunnanensis (Parkes, 1958) najdeme v jižní Číně a severovýchodním Myanmaru.
Oblast výskytu L. p. topela (Swinhoe, 1863) zahrnuje jižní Myanmar, Thajsko, jihovýchodní Čínu, Hainan, Tchaj-wan, Laos, Kambodžu a Vietnam.
L. p. cabanisi (Sharpe, 1890) najdeme na Filipínách a na severu Bornea.
L. p. fretensis (Kloss, 1931) se vyskytuje na Malajském poloostrově, v Singapuru a na Sumatře.
L. p. nisoria (Temminck, 1830) žije na jihu Bornea, na Jávě a na Bali, výjimečně i na Malých Sundách.
Oblast výskytu L. p. particeps (Riley, 1920) zahrnuje pouze ostrov Sulawesi.
L. p. baweana (Hoogerwerf, 1963) se vyskytuje na ostrově Jáva a v jejím okolí.
L. p. sumbae (Mayr, 1944) najdeme na Malých Sundách.
L. p. blasii (Stresemann, 1912) se nachází také na Sundách, mimo ně jej ale najdeme také v Timoru.
L. p. holmesi (Restall, 1992) se vyskytuje pouze na východě Bornea.

Obecně platí, že panenky muškátové vyhledávají spíše vlhká místa, v blízkosti lidí nebo zemědělských oblastí. Zemědělci je ale příliš v lásce nemají, jelikož je považují za škůdce na úrodě — což panenky skutečně jsou. Nejlepší oblast je pro ně ta, kde mají možnost rychle se schovat, tedy vysoká tráva nebo stromy.

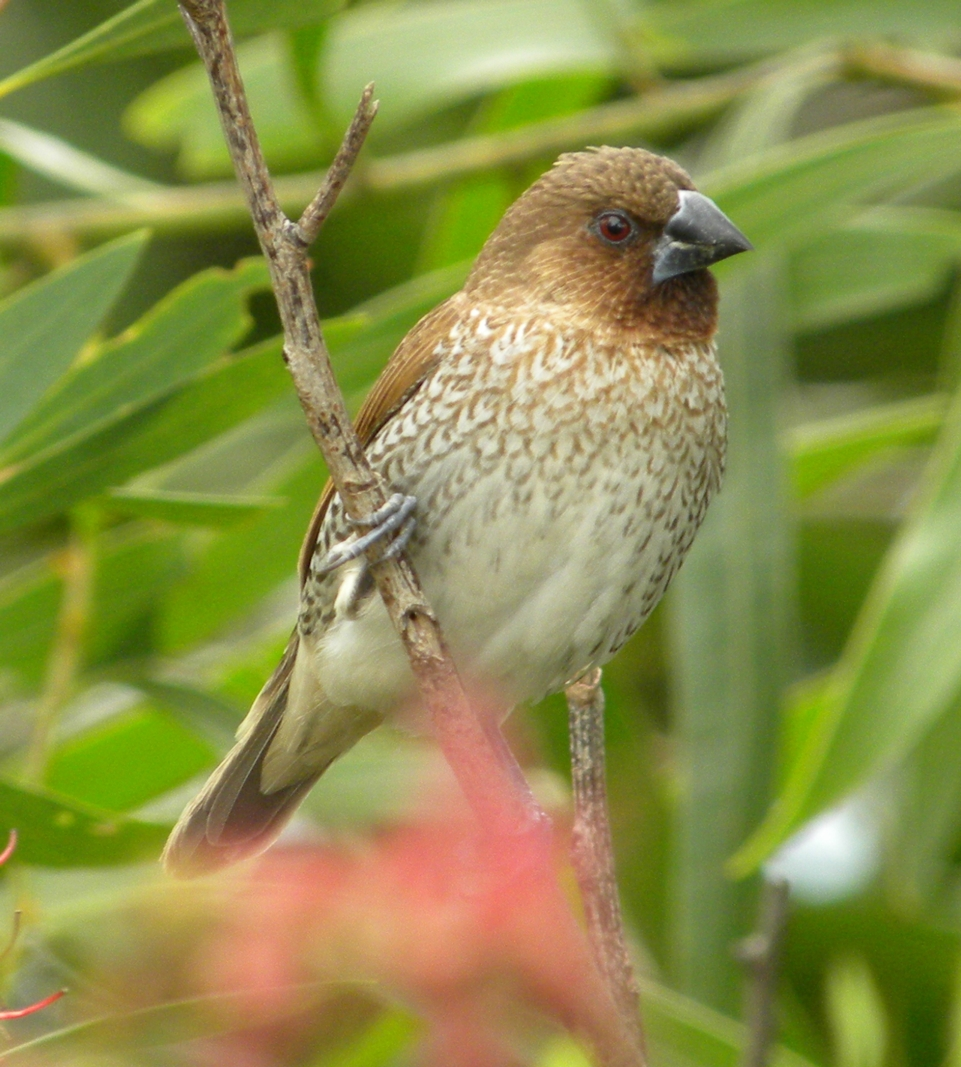

## Popis
Panenka muškátová je asi 11 až 12 cm dlouhý pták s váhou okolo 15 gramů. Pohlavní dimorfismus je poměrně výrazný, protože zatímco samičky jsou poměrně "nudné" a v hnědých odstínech, samečci oplývají pestrou škálou barev. Obě pohlaví mají kropenaté břicho, u samečků je ale barva výraznější. Zobák je velký, tmavě hnědý až šedý, nohy neopeřené v podobném odstínu jako zobák. Mladí jedinci se podobají samičkám nebo také dospělým jedincům z druhu panenka tříbarvá (Lonchura malacca).

## Ekologie
Panenky muškátové vytvářejí hejna až o sto jedincích. Při letu máchá vedoucí jedinec křídly ve směru letu, aby se hejno nerozletělo jiným směrem. Jsou to společenští a neagresivní ptáci, schopní vycházet i s jinými druhy bez problémů.
Období rozmnožování probíhá v období dešťů, tedy v létě (zejména červnu až srpnu), ale období se může lišit. Laboratorní studie prokázaly, že dlouhý den (dlouhý přísun světla) a vysoká vlhkost vzduchu spouští růst pohlavních žláz. Samečci se dvoří samičkám většinou tím způsobem, že si do zobáku vezmou klas a různě před samičkou pohybují tělem. Pokud se samičce jedinec zalíbí, tak společně postaví hnízdo.
Hnízdo je velká klenutá stavba volně tkaná ze stébel trávy, bambusu nebo jiných listy, s bočním vchodem. Bývá faktem, že tento vchod je postaven směrem, odkud většinou fouká vítr.
Snůška samičky panenky muškátové většinou čítá 4 až 6 vajec, ale může jich obsahovat až do 10. Sameček i samička střídavě inkubují vejce, ze kterých se za dva týdny vylíhnou holá a slepá mláďata. Ta se obvykle opeří do tří týdnů. Obě pohlaví dosahují sexuální zralosti v 7 měsících života.
Dožívají se 6 až 8 let v zajetí, v přírodě je to většinou méně.